# Бондарев Максим Валентинович
Максим Валентинович Бондарев (нар. 4 лютого 1979, м. Харків, Україна) — український футбольний діяч. Виконавчий директор Федерації футболу України/Генеральний секретар UEFA.

## Життєпис

### Освіта
- Харківський національний університет імені В. Н. Каразіна (2000). Спеціальність — економіка.
- Національна юридична академія України імені Ярослава Мудрого (2006). Спеціальність — правознавство.

### Посади
- 2001–2003 роки — економіст ФК «Металіст» (Харків).
- 2002–2003 — юрисконсульт, заступник начальника юридичного відділу «Металіста» (Харків).
- 2004−2008 р. — юрисконсульт ТОВ «Юридична фірма „ДІКЕ“».
- 2005 р. — директор ТОВ «Юридичне агентство „Прайд“».
- 2008–2009 р. — генеральний директор ОПФКУ «Прем'єр-ліга».
- 2009–2012 р. — виконавчий директор ОПФКУ «Прем'єр-ліга».
- 2012-березень 2015 р. — виконавчий директор/Генеральний секретар Федерації футболу України.

Одружений, виховує двох дочок.